# 鲍汉琛
鲍汉琛（1922年8月—1996年4月），男，广东珠海人，中国能源科学家，曾任中国科学院山西煤炭化学研究所所长、研究员。